# Romanian International 2000
Die Romanian International 2000 fanden vom 7. bis zum 10. September 2000 in Timișoara statt. Es war die siebente Austragung dieser internationalen Meisterschaften von Rumänien im Badminton.

## Medaillengewinner
| Disziplin    | Gold                        | Silber                             | Bronze                             |
| ------------ | --------------------------- | ---------------------------------- | ---------------------------------- |
| Herreneinzel | Oliver Pongratz             | Joachim Fischer Nielsen            | Jens Roch                          |
| Herreneinzel | Oliver Pongratz             | Joachim Fischer Nielsen            | Rune Massing                       |
| Dameneinzel  | Lonneke Janssen             | Petya Nedelcheva                   | Anne Marie Pedersen                |
| Dameneinzel  | Lonneke Janssen             | Petya Nedelcheva                   | Nina Weckström                     |
| Herrendoppel | Mathias Boe Michael Jensen  | Harald Koch Jürgen Koch            | Konstantin Dobrev Luben Panov      |
| Herrendoppel | Mathias Boe Michael Jensen  | Harald Koch Jürgen Koch            | Boris Kessov Jacek Niedźwiedzki    |
| Damendoppel  | Britta Andersen Lene Mørk   | Verena Fastenbauer Karina Lengauer | Sabine Franz Simone Prutsch        |
| Damendoppel  | Britta Andersen Lene Mørk   | Verena Fastenbauer Karina Lengauer | Diana Dimova Dobrinka Smilianova   |
| Mixed        | Mathias Boe Britta Andersen | Michael Jensen Lene Mørk           | Konstantin Dobrev Petya Nedelcheva |
| Mixed        | Mathias Boe Britta Andersen | Michael Jensen Lene Mørk           | Florin Posteucă Erika Stich        |